# Дара, Доменико
Доменико Дара (итал. Domenico Dara; 2 февраля 1971, Катандзаро, Италия) — современный итальянский писатель.

## Биография
Родился в 1971 году в городе Катандзаро (в Калабрии), живёт и работает в Милане и Вальброне. 
В 1996 г. закончил филологический факультет Пизанского университета, где защитил диплом о поэтическом творчестве Чезаре Павезе. Через несколько лет начал заниматься издательской деятельностью[уточнить], в 2005 году курировал издание романа Алессандро Верри «Любовные письма». Женат, имеет троих детей. 

## Карьера
Дебютировал в литературе в 2014 году романом «Краткий трактат о совпадениях» (итал. Breve trattato sulle coincidenze), ставшим победителем премии Итало Кальвино. Роман был награждён другими премиями: премией имени Коррадо Альваро, премией города Комо (в категории «Литературные дебюты), премией Лео́нида Репа́чи. Второй роман «Заметки о небесной механике» (итал. Appunti di meccanica celest) был номинирован в 2017 году на премию «Стрега» и удостоен премии «Стреза». В 2020 году Дара опубликовал новый роман «Мальинверно», получивший положительные отзывы критиков.

## Сочинения
- 2014 — Краткий трактат о совпадениях (итал. Breve trattato sulle coincidenze)
- 2015 — Заметки о небесной механике (итал. Appunti di meccanica celeste)
- 2023 — Мальинверно (итал. Malinverno, русский перевод — 2023)